# Lijst van autosnelwegknooppunten in Nederland
Hieronder volgt een lijst van alle auto(snel)wegknooppunten in Nederland. In deze lijst zijn de kruisingen van wegen opgenomen die als knooppunt bewegwijzerd worden.

## Huidige knooppunten

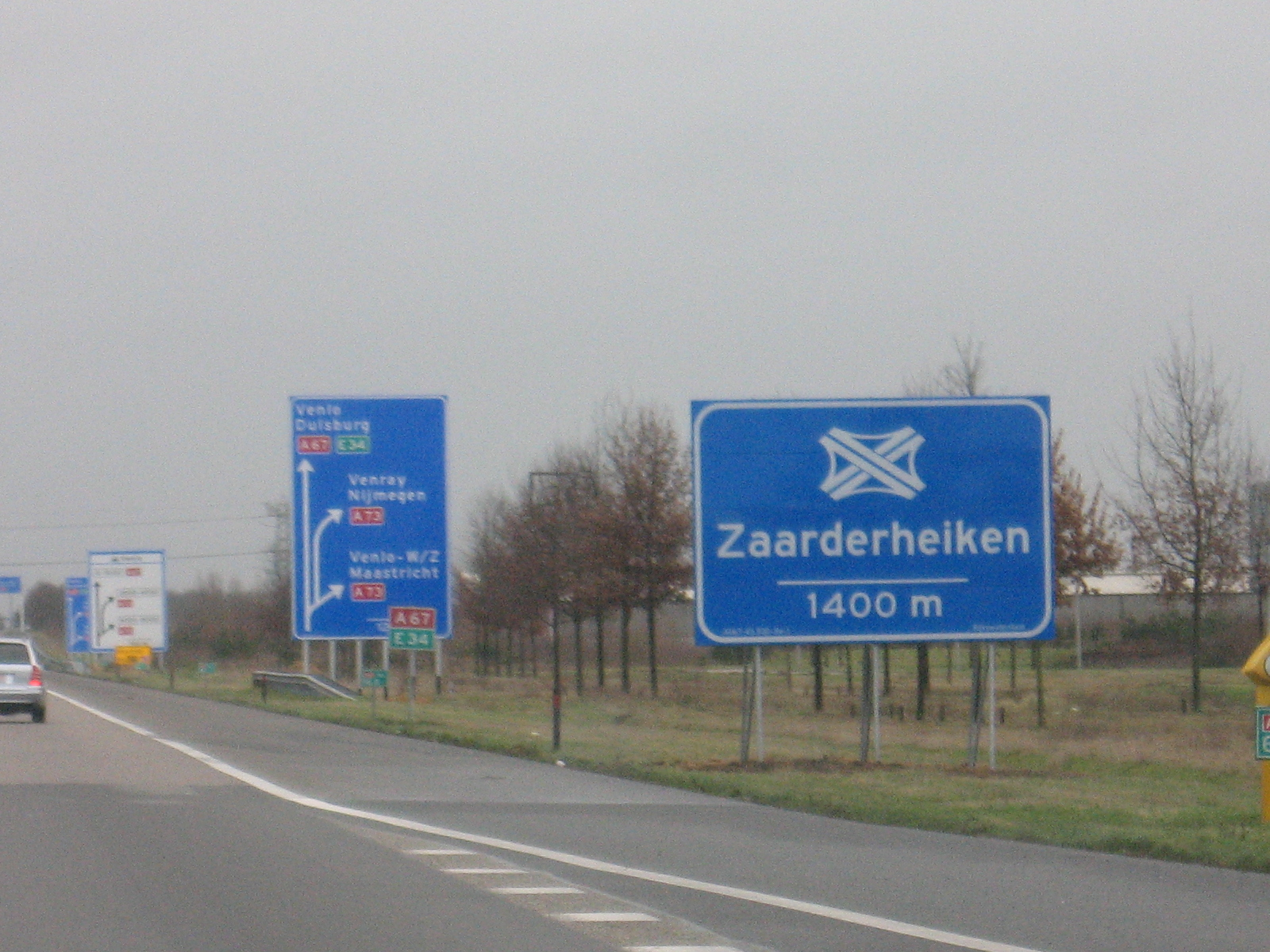
Een verkeersbord in Nederland dat weergeeft dat men een knooppunt nadert

De huidige officiële knooppunten zijn:
| Naam knooppunt   | provincie     | aansluitende wegen    | type                                                                      |
| ---------------- | ------------- | --------------------- | ------------------------------------------------------------------------- |
| Almere           | Flevoland     |                       | half turbineknooppunt                                                     |
| Amstel           | Noord-Holland |                       | onvolledige klaverturbine                                                 |
| Arnestein        | Zeeland       |                       | trompetknooppunt                                                          |
| Assen            | Drenthe       | Haarweg               | dubbele splitsing met afrit                                               |
| Azelo            | Overijssel    |                       | trompetknooppunt                                                          |
| Badhoevedorp     | Noord-Holland |                       | mengvormknooppunt                                                         |
| Bankhoef         | Gelderland    |                       | omgekeerd trompetknooppunt                                                |
| Batadorp         | Noord-Brabant |                       | half sterknooppunt                                                        |
| Beekbergen       | Gelderland    |                       | klavermolenknooppunt                                                      |
| Benelux          | Zuid-Holland  |                       | half sterknooppunt                                                        |
| Beverwijk        | Noord-Holland |                       | onvolledig knooppunt, splitsing (type 1)                                  |
| Bodegraven       | Zuid-Holland  |                       | onvolledig knooppunt, splitsing (type 1)                                  |
| Boterdiep        | Groningen     |                       | omgekeerd trompetknooppunt                                                |
| Buren            | Overijssel    |                       | omgekeerd trompetknooppunt                                                |
| Burgerveen       | Noord-Holland |                       | onvolledig knooppunt, splitsing (type 1)                                  |
| Coenplein        | Noord-Holland |                       | zuid: onvolledig knooppunt, splitsing (type 1); noord: half sterknooppunt |
| De Baars         | Noord-Brabant |                       | half sterknooppunt                                                        |
| De Hoek          | Noord-Holland |                       | onvolledig knooppunt, splitsing (type 1)                                  |
| De Hogt          | Noord-Brabant |                       | half sterknooppunt                                                        |
| De Nieuwe Meer   | Noord-Holland |                       | half sterknooppunt                                                        |
| De Poel          | Zeeland       |                       | omgekeerd trompetknooppunt                                                |
| De Punt          | Drenthe       |                       | onvolledig knooppunt, splitsing (type 1)                                  |
| De Stok          | Noord-Brabant |                       | omgekeerd trompetknooppunt                                                |
| Deil             | Gelderland    |                       | klaverturbine                                                             |
| Diemen           | Noord-Holland |                       | 3 splitsingen                                                             |
| Drachten         | Friesland     |                       | klaverbladknooppunt                                                       |
| Drie Klauwen     | Zeeland       |                       | half sterknooppunt                                                        |
| Eemnes           | Utrecht       |                       | klaverturbine                                                             |
| Ekkersweijer     | Noord-Brabant |                       | half sterknooppunt                                                        |
| Emmeloord        | Flevoland     |                       | omgekeerd trompetknooppunt                                                |
| Empel            | Noord-Brabant |                       | half turbineknooppunt                                                     |
| Euvelgunne       | Groningen     |                       | trompetknooppunt                                                          |
| Everdingen       | Utrecht       |                       | onvolledig turbineknooppunt                                               |
| Ewijk            | Gelderland    |                       | klaverturbine                                                             |
| Galder           | Noord-Brabant |                       | trompetknooppunt                                                          |
| Gooimeer         | Flevoland     |                       | half turbineknooppunt                                                     |
| Gorinchem        | Zuid-Holland  |                       | klaverbladknooppunt                                                       |
| Gouwe            | Zuid-Holland  |                       | onvolledig knooppunt, splitsing (type 1)                                  |
| Grijsoord        | Gelderland    |                       | trompetknooppunt                                                          |
| Hattemerbroek    | Gelderland    |                       | klaverturbine                                                             |
| Heerenveen       | Friesland     |                       | klaverblad                                                                |
| Hellegatsplein   | Zuid-Holland  |                       | half sterknooppunt                                                        |
| Het Vonderen     | Limburg       |                       | onvolledig knooppunt, splitsing (type 1)                                  |
| Hintham          | Noord-Brabant |                       | half sterknooppunt                                                        |
| Hoevelaken       | Utrecht       |                       | klaverbladknooppunt                                                       |
| Hofvliet         | Zuid-Holland  |                       | half sterknooppunt                                                        |
| Holendrecht      | Noord-Holland |                       | zuid: trompetknooppunt, noord: half turbineknooppunt                      |
| Holsloot         | Drenthe       |                       | klaverblad                                                                |
| Hoogeveen        | Drenthe       |                       | klaverblad                                                                |
| Hooipolder       | Noord-Brabant |                       | haarlemmermeeraansluiting                                                 |
| Joure            | Friesland     |                       | half sterknooppunt                                                        |
| Julianaplein     | Groningen     |                       | half sterknooppunt                                                        |
| Kerensheide      | Limburg       |                       | klaverturbineknooppunt                                                    |
| Kethelplein      | Zuid-Holland  |                       | klaverturbineknooppunt                                                    |
| Klaverpolder     | Noord-Brabant |                       | omgekeerd trompetknooppunt                                                |
| Kleinpolderplein | Zuid-Holland  |                       | verkeersplein met turbine- en sterverbindingen                            |
| Kooimeer         | Noord-Holland |                       | verkeersplein met bypass                                                  |
| Kruisdonk        | Limburg       |                       | onvolledig knooppunt, splitsing (type 1)                                  |
| Kunderberg       | Limburg       |                       | onvolledig klaverblad                                                     |
| Lankhorst        | Overijssel    |                       | trompetknooppunt                                                          |
| Leenderheide     | Noord-Brabant | Leenderweg            | verkeersplein met bypass, plus fly-over                                   |
| Lunetten         | Utrecht       |                       | klaverturbine                                                             |
| Maanderbroek     | Gelderland    |                       | omgekeerd trompetknooppunt                                                |
| Markiezaat       | Noord-Brabant |                       | trompetknooppunt                                                          |
| Muiderberg       | Noord-Holland |                       | aangepast trompetknooppunt                                                |
| Neerbosch        | Gelderland    | (Neerbosscheweg)      | omgekeerd trompetknooppunt                                                |
| Noordhoek        | Noord-Brabant |                       | omgekeerd trompetknooppunt                                                |
| Ommedijk         | Zuid-Holland  |                       | trompetknooppunt                                                          |
| Oud-Dijk         | Gelderland    |                       | onvolledig knooppunt, splitsing (type 1)                                  |
| Oudenrijn        | Utrecht       |                       | klaverturbine                                                             |
| Paalgraven       | Noord-Brabant |                       | onvolledig knooppunt, splitsing (type 2)                                  |
| Princeville      | Noord-Brabant |                       | half sterknooppunt                                                        |
| Prins Clausplein | Zuid-Holland  |                       | sterknooppunt                                                             |
| Raasdorp         | Noord-Holland |                       | klaverturbine                                                             |
| Reitdiep         | Groningen     |                       | omgekeerd trompetknooppunt                                                |
| Ressen           | Gelderland    |                       | klaverblad                                                                |
| Ridderkerk       | Zuid-Holland  |                       | zuid: trompetknooppunt, noord: klaverster                                 |
| Rijkevoort       | Noord-Brabant |                       | trompetknooppunt                                                          |
| Rijnsweerd       | Utrecht       |                       | klaverturbine                                                             |
| Rottepolderplein | Noord-Holland |                       | noord: verkeersplein met 2 doorgaande wegen, zuid: half sterknooppunt     |
| Rozenburg        | Zuid-Holland  |                       | half sterknooppunt                                                        |
| Sabina           | Noord-Brabant |                       | trompetknooppunt                                                          |
| Sint-Annabosch   | Noord-Brabant |                       | omgekeerd trompetknooppunt                                                |
| Stelleplas       | Zeeland       | (Sloeweg)             | trompetknooppunt                                                          |
| Slufter          | Zuid-Holland  | Europaweg (N15)       | onvolledig knooppunt, splitsing (type 1)                                  |
| Ten Esschen      | Limburg       |                       | onvolledig knooppunt, splitsing (type 1)                                  |
| Terbregseplein   | Zuid-Holland  |                       | halve sterturbine                                                         |
| Tiglia           | Limburg       |                       | onvolledig knooppunt, splitsing (type 1)                                  |
| Vaanplein        | Zuid-Holland  | Vaanweg               | combinatie van windmolen-, ster- en trompetknooppunt                      |
| Valburg          | Gelderland    |                       | klaverturbine                                                             |
| Velperbroek      | Gelderland    | President Kennedylaan | verkeersplein met één doorgaande weg                                      |
| Velsen           | Noord-Holland |                       | onvolledig knooppunt, splitsing (type 1)                                  |
| Vlaardingen      | Zuid-Holland  |                       | half sterknooppunt                                                        |
| Vught            | Noord-Brabant |                       | onvolledig knooppunt, splitsing (type 1)                                  |
| Waterberg        | Gelderland    |                       | combinatie tussen half sterknooppunt en half klaverblad                   |
| Watergraafsmeer  | Noord-Holland |                       | half turbineknooppunt                                                     |
| Werpsterhoek     | Friesland     |                       | half turbineknooppunt                                                     |
| Westerlee        | Zuid-Holland  |                       | turboverkeersplein                                                        |
| Ypenburg         | Zuid-Holland  | Laan van Delfvliet    | onvolledig knooppunt, splitsing (type 1)                                  |
| Zaandam          | Noord-Holland |                       | klaverturbine                                                             |
| Zaarderheiken    | Limburg       |                       | klaverblad                                                                |
| Zonzeel          | Noord-Brabant |                       | trompetknooppunt                                                          |
| Zoomland         | Noord-Brabant | Wouwsestraatweg       | trompetknooppunt                                                          |
| Zuidbroek        | Groningen     |                       | klaverturbine                                                             |
| Zurich           | Friesland     |                       | half sterknooppunt                                                        |

## Toekomstige knooppunten
| Naam knooppunt | provincie    | aansluitende wegen | type knooppunt                           | geplande opening |
| -------------- | ------------ | ------------------ | ---------------------------------------- | ---------------- |
| De Liemers     | Gelderland   |                    | half sterknooppunt                       | n.n.b.           |
| Zestienhoven   | Zuid-Holland |                    | onvolledig knooppunt, splitsing (type 1) | 2025             |

## Voormalige knooppunten
De volgende knooppunten zijn verdwenen of hebben hun status verloren:
| Naam knooppunt | provincie     | aansluitende wegen |
| -------------- | ------------- | ------------------ |
| Bocholtz       | Limburg       |                    |
| Ekkersrijt     | Noord-Brabant |                    |
| Europaplein    | Groningen     | Europaweg          |
| Europaplein    | Limburg       |                    |
| Lindenholt     | Gelderland    |                    |

## Niet-aangelegde / Niet-officiële knooppunten
De volgende knooppunten zijn ooit gepland geweest maar nooit aangelegd of hebben nooit de status gekregen:
| Naam knooppunt                            | provincie     | aansluitende wegen |
| ----------------------------------------- | ------------- | ------------------ |
| IJmuiden (niet officieel)                 | Noord-Holland |                    |
| Ouderkerk aan de Amstel (nooit aangelegd) | Noord-Holland |                    |